# مدرسه بیهقیه
مدرسهٔ بِیهَقیّه از مدرسه‌های برجستهٔ نیشابور کهن بود که کتابخانه‌ای نیز داشته است. تقی‌الدین مقریزی، این مدرسه را به‌عنوان مثالی از پیشگامی مردم نیشابور در مدرسه‌سازی اسلامی در الخُطَط نام برده است: «مدرسه‌هایی که در سرزمین‌های اسلامی برپا شده‌اند، به هنگام صحابه و تابعین این چنین شناخته نشده بودند، این‌ها نوبنیادند و چهارصد سال پس از هجرت ساخته شدند، نخستین کسانی که در سرزمین اسلامی بدین کار همت گماشتند، مردم نیشابور بودند؛ مدرسه بیقهیه را آنجا بنیان نهادند.» تاج‌الدین سبکی ذکر کرده که این مدرسه، پیش از آن‌که نظام‌الملک طوسی به دنیا آید، نهادینه شد؛ یعنی پیش از ۴۰۸ق/ ۱۰۱۷م. سازنده‌اش «علی بن حسین بن علی بن موفق بیهقی» بوده است. عبدالغافر فارسی در السیاق لتاریخ النیسابورنوشته: مدرسه‌ای از مالِ خاصِ خویش بنا کرد و برای ساختن و مصالح آن هزاران هزار دینار هزینه کرد. او در شوال سال ۴۱۴ هجری درگذشت.»